# Aphidius tuberculatus
Aphidius tuberculatus är en stekelart som beskrevs av Samanta och Dinendra Raychaudhuri 1990. Aphidius tuberculatus ingår i släktet Aphidius och familjen bracksteklar. Inga underarter finns listade i Catalogue of Life.